# Tallaght
Tallaght (Tamhlacht en irlandais), est la plus grande agglomération et le chef-lieu du sud de Dublin, en Irlande, et la plus grande ville satellite de Dublin. La zone centrale du village était le site d'un établissement monastique depuis au moins le VIIIe siècle. Il est devenu ensuite l'un des centres monastiques les plus importants de l'Irlande médiévale.
Jusque dans les années 1960, Tallaght était un petit village de l'ancien comté de Dublin, relié à plusieurs zones rurales voisines qui faisaient partie de la grande paroisse civile du même nom - le conseil local estime la population de l'époque à 2 500 habitants. Le développement suburbain a commencé dans les années 1970 et une zone de " centre-ville " se développe depuis la fin des années 1980. Il n'existe pas de définition légale des limites de Tallaght, mais les 16 divisions électorales connues sous le nom de " Tallaght " suivi du nom d'une localité comptent, selon le recensement de 2016, une population de 76 119 habitant, contre 69 454 enen 2011. Ces dernières années, des voix se sont élevées pour que Tallaght soit déclarée "City".
Après Dublin, Cork et Limerick, est la quatrième plus grande agglomération en Irlande.

## Histoire
Située à 13 kilomètres au sud-ouest de Dublin au pied des montagnes de Wicklow, le site était l'un des centres monastiques les plus importants de l'Irlande médiévale.

## Habitat
La région de Tallaght comprend un ensemble de secteurs ruraux et urbains/suburbains. On dit communément de Tallaght que c'est une ville de logements informes qui ont été bâtis à la fin des années 1960. Le village date du XVIIe siècle. Le nouveau centre-ville qui a été commencé vers la fin des années 1980 a fait de Tallaght la capitale administrative de Dublin-Sud.
Tallaght s'étend à l'est de Templeogue et à l'ouest de Saggart, au sud de Knocklyon, et enfin au nord de Clondalkin et Walkinstown. En raison de sa démographie importante, il y a eu des appels pour lui donner le statut de ville cependant, Tallaght est encore considérée en tant qu'élément du Grand Dublin.

## Sport
Le club local Shamrock Rovers Football Club, fondé en 1901, évolue au Tallaght Stadium. The Hoops, comme on surnomme les joueurs évoluant en vert et blanc, ont le plus beau palmarès national avec 18 championnats remportés, le dernier en 2020,  25 coupes d'Irlande et 2 coupes de la Ligue Irlandaise. Le club entretient une forte rivalité avec les clubs de Dublin, comme St. Patrick's Football Club ou encore Shelbourne FC mais surtout Bohemians FC, derby qui tient énormément aux supporters.